# تاینا (بازیکن فوتبال)
تاینا (پرتغالی: Tainá؛ زادهٔ ۱ مهٔ ۱۹۹۵) بازیکن فوتبال زن اهل برزیل است.
وی همچنین در تیم ملی فوتبال زنان برزیل بازی کرده است.